# Ниеми, Мика
Мика Ниеми (фин. Mika Niemi; род. 10 марта 1988, Пори, Турку-Пори) — финский хоккеист, выступающий за клуб «Йокерит».

## Карьера
Родился 10 марта 1988 года в финском городе Пори.
Выступал за клубы: «Эссят» (2003—2015), «Кярпят» (2015—2016) и «Йокерит» (с 2016 года). Сыграл 36 матчей за сборную Финляндии.

## Статистика
| Легенда | Легенда                    | Легенда | Легенда                   | Легенда | Легенда    |
| ------- | -------------------------- | ------- | ------------------------- | ------- | ---------- |
| И       | Количество проведённых игр | Штр     | Штрафное время            | +/−     | Плюс-минус |
| Г       | Голы                       | П       | Голевые передачи          | О       | Очки       |
| -       | Статистика неизвестна      | —       | Статистика не учитывалась |         |            |

## Достижения
- Золотая медаль чемпионата Финляндии 2013 года.
- Бронзовая медаль чемпионата Финляндии 2016 года.